# Madagascar tại Thế vận hội
Madagascar tham dự Thế vận hội lần đầu tiên năm 1964 và từ đó đã gửi vận động viên (VĐV) tới các kỳ Olympic, trừ các đại hội 1976 và 1988. Nước này chưa từng có huy chương. VĐV Madagascar nổi tiếng nhất từng tham gia Thế vận hội là Jean-Louis Ravelomanantsoa, người đã lọt vào chung kết 100 mét (nam) tại Thế vận hội Mùa hè 1968 và xếp ở vị trí thứ 8. Madagascar lần đầu xuất hiện tại Thế vận hội Mùa đông vào năm 2006.

## Bảng huy chương

### Huy chương tại các kỳ Thế vận hội Mùa hè
| Thế vận hội           | Số VĐV        | Số VĐV theo môn thi đấu | Số VĐV theo môn thi đấu | Số VĐV theo môn thi đấu | Số VĐV theo môn thi đấu | Số VĐV theo môn thi đấu | Số VĐV theo môn thi đấu | Số VĐV theo môn thi đấu | Số VĐV theo môn thi đấu | Huy chương    | Huy chương    | Huy chương    | Tổng số       |
| Thế vận hội           | Số VĐV        | Điền kinh               | Xe đạp                  | Quyền Anh               | Quần vợt                | Bơi lội                 | Judo                    | Cử tạ                   | Đấu vật                 |               |               |               | Tổng số       |
| --------------------- | ------------- | ----------------------- | ----------------------- | ----------------------- | ----------------------- | ----------------------- | ----------------------- | ----------------------- | ----------------------- | ------------- | ------------- | ------------- | ------------- |
| 1896–1960             | không tham dự | không tham dự           | không tham dự           | không tham dự           | không tham dự           | không tham dự           | không tham dự           | không tham dự           | không tham dự           | không tham dự | không tham dự | không tham dự | không tham dự |
| Tokyo 1964            | 3             | 3                       | -                       | -                       | -                       | -                       | -                       | -                       | -                       | 0             | 0             | 0             | 0             |
| Thành phố México 1968 | 4             | 3                       | 1                       | -                       | -                       | -                       | -                       | -                       | -                       | 0             | 0             | 0             | 0             |
| München 1972          | 3             | 3                       | -                       | -                       | -                       | -                       | -                       | -                       | -                       | 0             | 0             | 0             | 0             |
| Montréal 1976         | không tham dự | không tham dự           | không tham dự           | không tham dự           | không tham dự           | không tham dự           | không tham dự           | không tham dự           | không tham dự           | không tham dự | không tham dự | không tham dự | không tham dự |
| Moskva 1980           | 6             | 3                       | 2                       | 1                       | -                       | -                       | -                       | -                       | -                       | 0             | 0             | 0             | 0             |
| Los Angeles 1984      | 2             | 2                       | -                       | -                       | -                       | -                       | -                       | -                       | -                       | 0             | 0             | 0             | 0             |
| Seoul 1988            | không tham dự | không tham dự           | không tham dự           | không tham dự           | không tham dự           | không tham dự           | không tham dự           | không tham dự           | không tham dự           | không tham dự | không tham dự | không tham dự | không tham dự |
| Barcelona 1992        | 9             | 3                       | -                       | 2                       | 2                       | 2                       | -                       | -                       | -                       | 0             | 0             | 0             | 0             |
| Atlanta 1996          | 2             | 1                       | -                       | 1                       | -                       | -                       | -                       | -                       | -                       | 0             | 0             | 0             | 0             |
| Sydney 2000           | 10            | 7                       | -                       | 3                       | -                       | -                       | -                       | -                       | -                       | 0             | 0             | 0             | 0             |
| Athens 2004           | 9             | 3                       | -                       | 2                       | 1                       | 2                       | 1                       | -                       | -                       | 0             | 0             | 0             | 0             |
| Bắc Kinh 2008         | 6             | 2                       | -                       | 1                       | -                       | 2                       | 1                       | -                       | -                       | 0             | 0             | 0             | 0             |
| Luân Đôn 2012         | 7             | 2                       | -                       | -                       | -                       | 2                       | 1                       | 1                       | 1                       | 0             | 0             | 0             | 0             |
| Rio de Janeiro 2016   | 6             | 2                       | -                       | -                       | -                       | 2                       | 1                       | 1                       | -                       | 0             | 0             | 0             | 0             |
| Tokyo 2020            | chưa diễn ra  | chưa diễn ra            | chưa diễn ra            | chưa diễn ra            | chưa diễn ra            | chưa diễn ra            | chưa diễn ra            | chưa diễn ra            | chưa diễn ra            | chưa diễn ra  | chưa diễn ra  | chưa diễn ra  | chưa diễn ra  |
| Tổng số               | Tổng số       | Tổng số                 | Tổng số                 | Tổng số                 | Tổng số                 | Tổng số                 | Tổng số                 | Tổng số                 | Tổng số                 | 0             | 0             | 0             | 0             |

### Huy chương tại các kỳ Thế vận hội Mùa đông
| Thế vận hội      | Số VĐV        | Số VĐV theo môn thi đấu | Huy chương    | Huy chương    | Huy chương    | Tổng số       |
| Thế vận hội      | Số VĐV        | Trượt tuyết đổ đèo      |               |               |               | Tổng số       |
| ---------------- | ------------- | ----------------------- | ------------- | ------------- | ------------- | ------------- |
| 1924–2002        | không tham dự | không tham dự           | không tham dự | không tham dự | không tham dự | không tham dự |
| Torino 2006      | 1             | 1                       | 0             | 0             | 0             | 0             |
| Vancouver 2010   | không tham dự | không tham dự           | không tham dự | không tham dự | không tham dự | không tham dự |
| Sochi 2014       | không tham dự | không tham dự           | không tham dự | không tham dự | không tham dự | không tham dự |
| Pyeongchang 2018 | 1             | 1                       | 0             | 0             | 0             | 0             |
| Tổng số          | Tổng số       | Tổng số                 | 0             | 0             | 0             | 0             |